# Ophlitaspongia kildensis
Ophlitaspongia kildensis är en svampdjursart som beskrevs av Howson och Victor Toucey Chambers 1999. Ophlitaspongia kildensis ingår i släktet Ophlitaspongia och familjen Microcionidae. Inga underarter finns listade i Catalogue of Life.